# Puffin
Il Puffin è un concept di aereo posacoda a decollo ed atterraggio verticale proposto dalla NASA nel 2010. Dotato di due motori elettrici in grado di spingerlo a 241 km/h, ha un'autonomia prevista di 80 km.

## Storia del progetto
Il Puffin (in inglese pulcinella di mare così chiamato per l'apparente inadeguatezza delle dimensioni delle ali rispetto al corpo del velivolo), fu presentato dall'ingegnere del Langley Research Center Mark Moore il 20 gennaio 2010 al meeting dell'American Helicopter Society a San Francisco.
Successivamente venne costruito un modello radiocomandato in scala 1:3 per validare le prestazioni e la stabilità di controllo del progetto, in particolare per le fasi più critiche di transizione dal volo da verticale ad orizzontale e viceversa.

## Tecnica
Più che per lo sviluppo di un futuro aeroplano monoposto destinato alla produzione in serie, il Puffin nacque come esercizio di stile per mostrare le potenzialità dell'integrazione della propulsione elettrica in un dimostratore tecnologico avanzato. Tra i maggiori benefici di questo tipo di tecnologia figurano emissioni zero, nessuna penalizzazione della potenza del motore all'aumentare della quota, basso rumore, minore costi di manutenzione, alta efficienza energetica ed affidabilità. Gli svantaggi, invece, sono costituiti dall'alto costo e peso delle batterie necessarie ad immagazzinare l'energia necessaria al funzionamento del mezzo.

### Fusoliera
La fusoliera costituisce per intero l'abitacolo del pilota. Al decollo e all'atterraggio il pilota si troverà in posizione verticale, mentre, dopo la transizione al volo orizzontale, ruoterà di 90° assieme al velivolo trovandosi in una posizione prona.

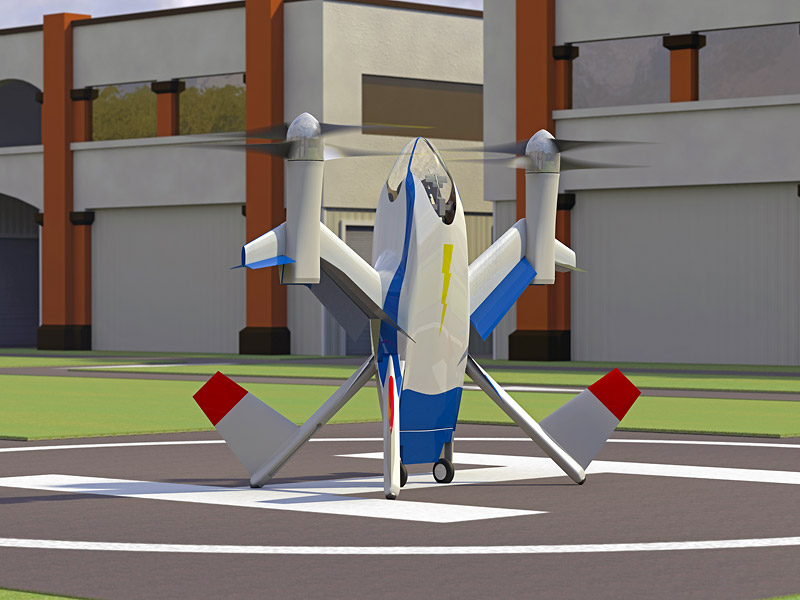
Ricostruzione grafica di un Puffin al suolo

### Motori

#### Affidabilità
Il Puffin è progettato per installare una coppia di motori elettrici, ognuno di essi caratterizzato da una ridondanza tale da garantirne il funzionamento anche in caso di avaria di alcuni suoi componenti. Sono state proposte tre differenti architetture di motore, una che prevede quattro moduli integrati, un'altra con un motore ad anello e la terza con un motore ad elevato numero di coppie polari ma che riportano tutte ad un albero dei guasti che evidenzia una affidabilità comparabile a quella di una configurazione plurimotore convenzionale, in modo da rendere superflua la necessità di complessi (e pesanti) sistemi di interconnessione tra le eliche.

#### Prestazioni
Un motore a turbina è certificato per fornire una certa potenza al livello del mare e ad una determinata temperatura esterna (tipicamente 25 °C). All'aumentare della temperatura esterna oltre quella nominale, la massima potenza disponibile diminuisce per evitare sovratemperature nel motore. Le prestazioni del motore elettrico, invece, sono indipendenti dalla temperatura e densità dell'aria circostante, oltre a permettere (per un limitato periodo di tempo) l'erogazione di una potenza anche doppia rispetto a quella nominale.

### Eliche
Rispetto ad un elicottero convenzionale, il Puffin è caratterizzato da eliche con una velocità periferica notevolmente inferiore (intorno ai 120 m/s contro circa i 240 di un elicottero) e, conseguentemente, da una minore impronta sonora. Le caratteristiche del motore elettrico, poi, consentono un funzionamento in un campo di giri abbastanza ampio senza la necessità di complesse e pesanti scatole ad ingranaggi a tutto vantaggio dell'efficienza e dell'affidabilità.
Ogni rotore (da 2,3 metri di diametro) è costituito da quattro pale montate su uno stesso albero ma sfalsate su due piani in modo da permettere le oscillazioni delle pale agli elevati angoli di attacco diminuendo le sollecitazioni, il rumore ed i carichi oscillanti durante la transizione tra il volo verticale ed orizzontale. L'angolo di calettamento del profilo alare lungo le pale è variabile in maniera attiva, in modo da ottimizzare l'incidenza a seconda dei giri e della velocità di volo.
La scia delle eliche investe in pieno le superfici di controllo, in questo modo il velivolo risulta controllabile anche durante una fase di transizione a quota costante a differenza dei precedenti modelli di posacoda che necessitavano di salire di quota prima di iniziare la discesa verticale.